# Simon Kuper
Simon Kuper (ur. 1969 w Ugandzie), holenderski pisarz i dziennikarz, specjalizujący się w problematyce sportowej.
Jako dziecko przeniósł się z rodzicami do Lejdy, gdzie jego ojciec, Adam Kuper, pracował jako nauczyciel uniwersytecki (wykładał antropologię). Później Simon Kuper mieszkał w Stanfordzie, Londynie. Studiował historię i germanistykę na Uniwersytecie Oksfordzkim.
Za książkę Football Against the Enemy zdobył w 1994 roku prestiżową nagrodę im. Williama Hilla dla najlepszej książki sportowej roku. Jest stałym współpracownikiem dziennika The Guardian oraz tygodnika The Observer. W Financial Times redaguje kolumnę sportową.
W roku 2003 opublikował książkę Futbol w cieniu Holokaustu (tyt. oryg. Ajax, the Dutch, the War), w której opisuje wojenne i powojenne dzieje europejskich klubów piłkarskich (zwłaszcza amsterdamskiego Ajaksu) i reprezentacji narodowych.